# Circuit de Barcelone
Le circuit de Barcelone-Catalogne (anciennement Circuit de Catalogne) est un circuit situé à Montmeló, au nord de Barcelone, en Catalogne, Espagne. Il est surtout connu pour accueillir chaque année le Grand Prix d'Espagne de Formule 1 et le Grand Prix moto de Catalogne. Avec ses longues lignes droites et ses virages variés, il est également utilisé pour réaliser de nombreux essais (notamment chaque année pour les essais de pré-saison de la Formule 1) ce qui en fait l'un des circuits les plus connus des pilotes.

## Histoire
Le circuit de Catalogne a été construit en 1991 pour pouvoir être utilisé lors des Jeux olympiques d'été de 1992 qui se tenaient à Barcelone. Le circuit a alors été utilisé pour constituer la ligne de départ et d'arrivée du contre-la-montre par équipe de cyclisme sur route. C'est la raison pour laquelle on l'appelle souvent par erreur circuit de Barcelone, alors qu'il n'est pas situé à Barcelone mais à Montmeló. Ce circuit n'est en effet pas à confondre avec le circuit de Montjuïc qui, lui, est situé au sein même de la ville de Barcelone et a accueilli le Grand Prix automobile d'Espagne de 1969 à 1975.
Du fait de sa variété de lignes droites et de virages, ce circuit est régulièrement utilisé pour faire l'objet d'essais et est donc devenu familier des pilotes de Formule 1. Cela a été à l'origine de critiques affirmant que cette habitude du circuit réduisait le spectacle sur la piste.
La première fois qu'il fut utilisé, les dépassements étaient fréquents car les voitures pouvaient se suivre de près dans les deux derniers virages avant de tenter de se dépasser dans la longue ligne droite des stands. Mais avec les progrès en matière d'aérodynamisme, les dépassements se font de plus en plus rares car les voitures ne peuvent plus se suivre d'aussi près à cause des turbulences créées par la voiture de devant et ne peuvent plus se dépasser aussi facilement dans la ligne droite, meilleur endroit de dépassement sur le circuit. C'est la raison pour laquelle, à l'occasion du Grand Prix automobile d'Espagne 2007, les deux derniers virages du circuit ont été remplacés par un virage plus lent et une chicane pour permettre aux voitures de se rapprocher puis de se dépasser. Cependant, ce nouveau tracé, désormais long de 4,655 km pour 16 virages, ne semble pas augmenter les occasions de dépassement pour autant.
Le circuit de Catalogne est également utilisé dans d'autres disciplines, notamment en moto puisqu'il accueille chaque année le Grand Prix moto de Catalogne. Le tracé utilisé à cette occasion est le tracé d'origine du circuit (4,627 km de long et 14 virages), sans les modifications apportées pour le Grand Prix de Formule 1. Tout comme en Formule 1, la longue ligne droite des stands et le freinage du premier virage sont les lieux les plus propices aux dépassements même si d'autres endroits existent (notamment les virages 4 et 10). À noter aussi l'accueil des 1 000 kilomètres de Catalogne jusqu'en 2009.
En février 2011, à l'occasion des essais privés de Formule 1 d'intersaison, un nouveau centre médical est inauguré. Un nouveau type de vibreur, composé de plaques métalliques, est également installé dans le virage 8 où les pilotes sortent au-delà du vibreur pour améliorer leurs temps, ce qui ramène des graviers sur la piste. Ce vibreur, composé de petites bosses « casse-vitesse », se met en place et se retire en quelques minutes et peut donc être posé lors des événements consacrés à l'automobile et enlever pour les courses de motos.
En septembre 2013, le circuit est rebaptisé circuit de Barcelone-Catalogne avec la signature d'un partenariat avec la ville de Barcelone. Cette même année, Fernando Alonso remporte, sur Ferrari, sa trente-deuxième et dernière victoire en Formule 1.
Le circuit accueille en 2015 pour la première fois une manche du Championnat du monde de rallycross. Les voitures empruntent une partie de la piste asphalte (virages 15-14-13-12) ainsi qu'une nouvelle section en terre spécialement créée pour l'occasion.

## Tracé

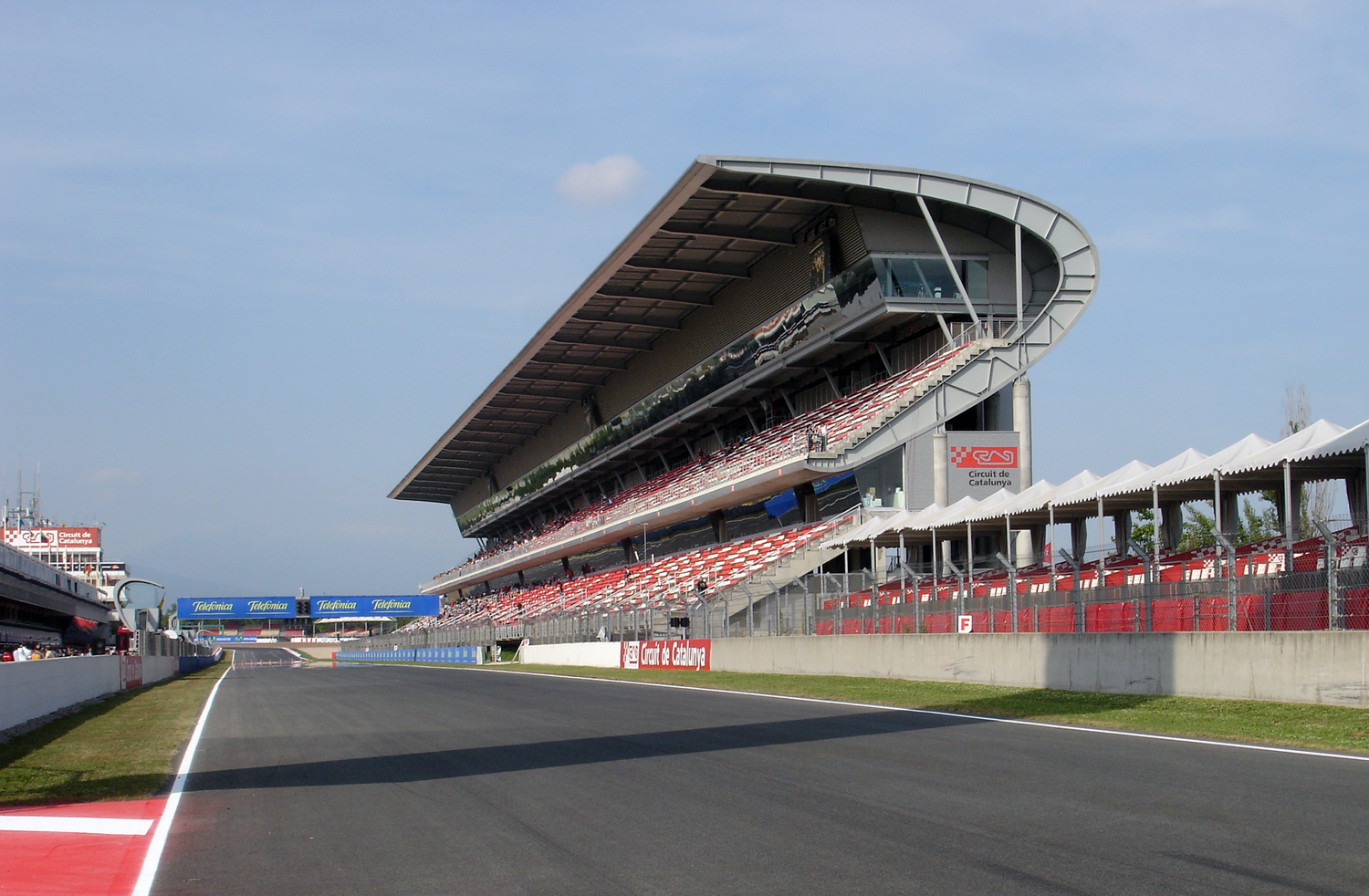
La longue ligne droite des stands et la tribune principale.

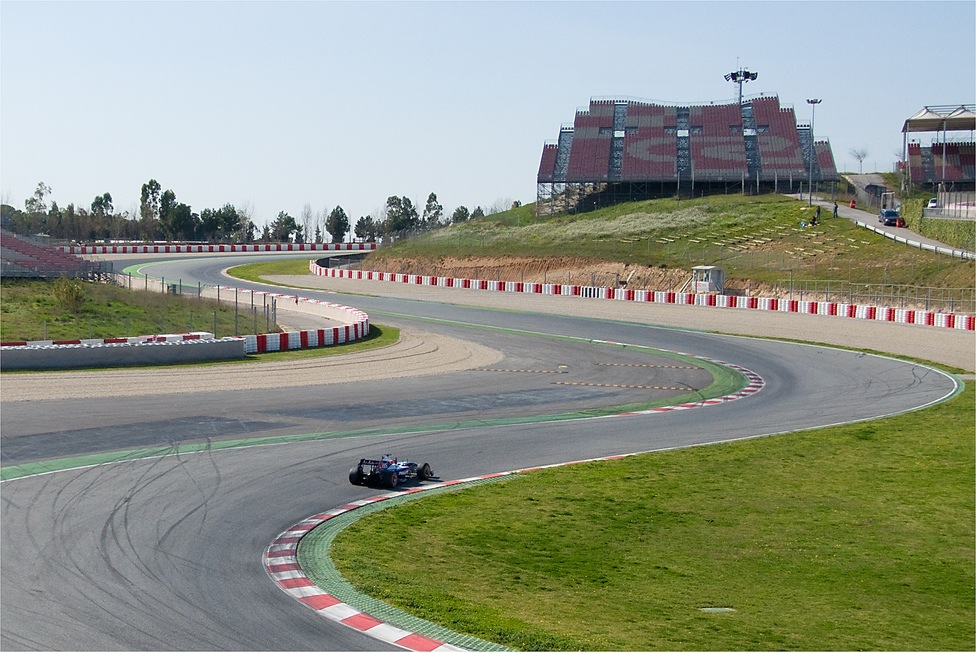
Les virages 1 à 3.

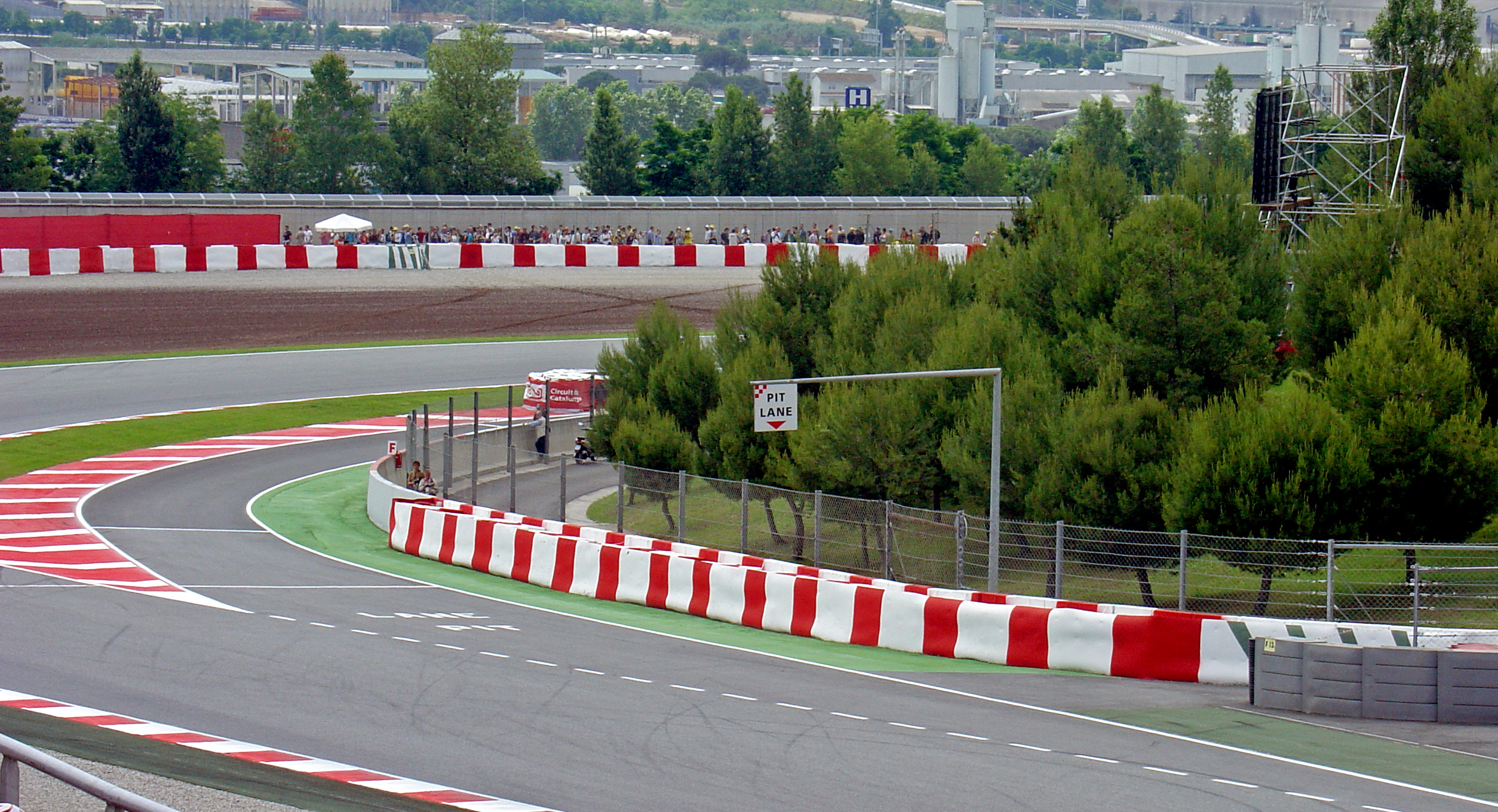
L'entrée des stands.

La caractéristique principale du circuit est sa longue ligne droite des stands d'environ 1,05 km où les pilotes de F1 peuvent atteindre des vitesses supérieures à 310 km/h. C'est la plus longue ligne droite dite « des stands » du championnat du monde de Formule 1 mais pas la plus longue ligne droite puisque d'autres la dépassent, comme celle du circuit international de Shanghai (1,2 km). Le reste du circuit est composé de successions de virages rapides, de quelques gros freinages et d'une ligne droite opposée.
Depuis 2007, afin d'augmenter le nombre de dépassements en course, le tracé original a été modifié dans ses deux derniers virages. Le virage 12 a été redessiné pour être plus lent et une chicane a été ajoutée juste après pour permettre aux pilotes de Formule 1 de se rapprocher et de se dépasser dans la ligne droite des stands. Ce nouveau tracé n'est utilisé qu'à l'occasion du Grand Prix automobile d'Espagne.
Fin 2020 et avec l'accord de la FIA et de la FIM, des travaux sont menées sur le virage 10 pour disposer d'une courbe moins serrée et plus rapide, le circuit est légèrement rallongé.
En 2023, la FIA approuve la modification du circuit au niveau du treizième virage et homologue le tracé via cette courbe rapide. Les configurations en courbe rapide et avec chicane sont tous deux homologuées,.

Les différents tracés du circuit en Formule 1 et MotoGP
F1 de 1991 à 1994, 4 747 mètres.
F1 de 1995 à 2003 MotoGP de 1995 à 2016, 4 727 mètres.
F1 de 2004 à 2006 MotoGP de 2018 à 2020, 4 627 mètres.
F1 de 2007 à 2020 MotoGP de 2016 à 2017, 4 655 mètres.
Tracé F1 et MotoGP depuis 2021, 4 675 mètres.

## Nuisances sonores
Le circuit, construit sur une position élevée par rapport à son environnement sans mesure de protection pour réduire le bruit des voitures, motos et autres véhicules, est une source de nuisances sonores, le bruit produit pendant plusieurs jours au cours de l'année étant perceptible plusieurs kilomètres autour, en particulier dans les communes limitrophes, ce que reconnaît la Generalitat, propriétaire majoritaire du circuit.

## Problèmes économiques
Le nombre de spectateurs au Grand Prix automobile d'Espagne et au Grand Prix moto de Catalogne, a nettement diminué depuis 2007, ce qui complique la solvabilité financière de cet établissement,,.
Depuis environ 2009, le circuit est en déficit économique et, sur la période 2009-2018, les pertes générées ont été de 50,5 millions d'euros. La mairie de Barcelone, la Députation de Barcelone et la Généralité de Catalogne apportent des subventions et une compensation des pertes. Compte tenu des mauvais résultats, des hauts fonctionnaires de la Généralité de Catalogne ont envisagé la suspension de l'organisation d'un Grand Prix de Formule 1. Des irrégularités relevées par un audit ont conduit le conseil municipal de la mairie de Barcelone à annuler la subvention versée, aggravant la situation financière du circuit,.

## Palmarès des Grands Prix de Formule 1 disputés sur le circuit de Barcelone
| Année | Vainqueur          | Ecurie             | Résultats |
| ----- | ------------------ | ------------------ | --------- |
| 1991  | Nigel Mansell      | Williams-Renault   | Résultats |
| 1992  | Nigel Mansell      | Williams-Renault   | Résultats |
| 1993  | Alain Prost        | Williams-Renault   | Résultats |
| 1994  | Damon Hill         | Williams-Renault   | Résultats |
| 1995  | Michael Schumacher | Benetton-Renault   | Résultats |
| 1996  | Michael Schumacher | Ferrari            | Résultats |
| 1997  | Jacques Villeneuve | Williams-Renault   | Résultats |
| 1998  | Mika Häkkinen      | McLaren-Mercedes   | Résultats |
| 1999  | Mika Häkkinen      | McLaren-Mercedes   | Résultats |
| 2000  | Mika Häkkinen      | McLaren-Mercedes   | Résultats |
| 2001  | Michael Schumacher | Ferrari            | Résultats |
| 2002  | Michael Schumacher | Ferrari            | Résultats |
| 2003  | Michael Schumacher | Ferrari            | Résultats |
| 2004  | Michael Schumacher | Ferrari            | Résultats |
| 2005  | Kimi Räikkönen     | McLaren-Mercedes   | Résultats |
| 2006  | Fernando Alonso    | Renault            | Résultats |
| 2007  | Felipe Massa       | Ferrari            | Résultats |
| 2008  | Kimi Räikkönen     | Ferrari            | Résultats |
| 2009  | Jenson Button      | Brawn-Mercedes     | Résultats |
| 2010  | Mark Webber        | Red Bull-Renault   | Résultats |
| 2011  | Sebastian Vettel   | Red Bull-Renault   | Résultats |
| 2012  | Pastor Maldonado   | Williams-Renault   | Résultats |
| 2013  | Fernando Alonso    | Ferrari            | Résultats |
| 2014  | Lewis Hamilton     | Mercedes           | Résultats |
| 2015  | Nico Rosberg       | Mercedes           | Résultats |
| 2016  | Max Verstappen     | Red Bull-TAG Heuer | Résultats |
| 2017  | Lewis Hamilton     | Mercedes           | Résultats |
| 2018  | Lewis Hamilton     | Mercedes           | Résultats |
| 2019  | Lewis Hamilton     | Mercedes           | Résultats |
| 2020  | Lewis Hamilton     | Mercedes           | Résultats |
| 2021  | Lewis Hamilton     | Mercedes           | Résultats |
| 2023  | Max Verstappen     | Red Bull-TAG Heuer | Résultats |
| 2024  | Max Verstappen     | Red Bull-TAG Heuer | Résultats |
| 2025  | Oscar Piastri      | McLaren-Mercedes   | Résultats |

## Événements de course
Le circuit a été le théâtre de quelques événements mémorables en Formule 1.
- En 1991, Ayrton Senna et Nigel Mansell ont parcouru toute la ligne droite des stands côte-à-côte à haute vitesse lors d'une bataille pour la deuxième place. C'est finalement le Britannique qui s'empara de la place et qui remporta également le Grand Prix.
- En 1994, Michael Schumacher a réussi à terminer deuxième du Grand Prix alors qu'il avait dû parcourir plus de la moitié de la course avec une boîte de vitesses bloquée en cinquième vitesse.
- En 1996, Michael Schumacher remporte sa première victoire en tant que pilote de la Scuderia Ferrari après une très belle performance lors d'une course marquée par de très fortes pluies.
- En 1999, le Grand Prix se distingue par une piètre performance : en effet, lors de la course il n'y a eu qu'une seule et unique manœuvre de dépassement.
- En 2001, Mika Häkkinen, en tête de la course, est contraint à l'abandon dans le dernier tour à cause d'un problème d'embrayage, laissant la victoire à Michael Schumacher.
- En 2006, Fernando Alonso devient le premier pilote espagnol à remporter son Grand Prix national.
- En 2008, Heikki Kovalainen quitte la piste à près de 240 km/h dans le virage 9 à la suite de l'explosion du pneu avant gauche de sa monoplace. Il réussit à décélérer jusqu'à 130 km/h avant de heurter la barrière de pneus. Il reste temporairement inconscient dans sa monoplace avant d'être secouru et de faire un signe rassurant quelques minutes plus tard.
- En 2016, après l'accrochage en course des pilotes Mercedes Lewis Hamilton et Nico Rosberg, Max Verstappen s'impose et devient, à 18 ans et 227 jours, le plus jeune vainqueur d'un Grand Prix de l'histoire de la Formule 1.

## Palmarès des Grands Prix de Moto disputés sur le circuit de Barcelone
| Année | 125 cm3           | 250 cm3          | 500 cm3           | Rapport |
| ----- | ----------------- | ---------------- | ----------------- | ------- |
| 1996  | Tomomi Manako     | Max Biaggi       | Carlos Checa      | Rapport |
| 1997  | Valentino Rossi   | Ralf Waldmann    | Michael Doohan    | Rapport |
| 1998  | Tomomi Manako     | Valentino Rossi  | Michael Doohan    | Rapport |
| 1999  | Arnaud Vincent    | Valentino Rossi  | Álex Crivillé     | Rapport |
| 2000  | Simone Sanna      | Olivier Jacque   | Kenny Roberts Jr  | Rapport |
| 2001  | Lucio Cecchinello | Daijiro Kato     | Valentino Rossi   | Rapport |
| Année | 125 cm3           | 250 cm3          | MotoGP            | Rapport |
| 2002  | Manuel Poggiali   | Marco Melandri   | Valentino Rossi   | Rapport |
| 2003  | Daniel Pedrosa    | Randy de Puniet  | Loris Capirossi   | Rapport |
| 2004  | Héctor Barberá    | Randy de Puniet  | Valentino Rossi   | Rapport |
| 2005  | Mattia Pasini     | Daniel Pedrosa   | Valentino Rossi   | Rapport |
| 2006  | Álvaro Bautista   | Andrea Dovizioso | Valentino Rossi   | Rapport |
| 2007  | Tomoyoshi Koyama  | Jorge Lorenzo    | Casey Stoner      | Rapport |
| 2008  | Mike Di Meglio    | Marco Simoncelli | Daniel Pedrosa    | Rapport |
| 2009  | Andrea Iannone    | Álvaro Bautista  | Valentino Rossi   | Rapport |
| Année | 125 cm3           | Moto2            | MotoGP            | Rapport |
| 2010  | Marc Márquez      | Yuki Takahashi   | Jorge Lorenzo     | Rapport |
| 2011  | Nicolás Terol     | Stefan Bradl     | Casey Stoner      | Rapport |
| Année | Moto3             | Moto2            | MotoGP            | Rapport |
| 2012  | Maverick Viñales  | Andrea Iannone   | Jorge Lorenzo     | Rapport |
| 2013  | Luis Salom        | Pol Espargaró    | Jorge Lorenzo     | Rapport |
| 2014  | Álex Márquez      | Esteve Rabat     | Marc Márquez      | Rapport |
| 2015  | Danny Kent        | Johann Zarco     | Jorge Lorenzo     | Rapport |
| 2016  | Jorge Navarro     | Johann Zarco     | Valentino Rossi   | Rapport |
| 2017  | Joan Mir          | Álex Márquez     | Andrea Dovizioso  | Rapport |
| 2018  | Enea Bastianini   | Fabio Quartararo | Jorge Lorenzo     | Rapport |
| 2019  | Marcos Ramírez    | Álex Márquez     | Marc Márquez      | Rapport |
| 2020  | Darryn Binder     | Luca Marini      | Fabio Quartararo  | Rapport |
| 2021  | Sergio Garcia     | Remy Gardner     | Miguel Oliveira   | Rapport |
| 2022  | Izan Guevara      | Celestino Vietti | Fabio Quartararo  | Rapport |
| 2023  | David Alonso      | Jake Dixon       | Aleix Espargaró   | Rapport |
| 2024  | David Alonso      | Ai Ogura         | Francesco Bagnaia | Rapport |

## Palmarès des courses de Rallycross disputés sur le circuit de Barcelone
| Année | Vainqueur            | Equipe                        |
| ----- | -------------------- | ----------------------------- |
| 2015  | Petter Solberg       | SDRX                          |
| 2016  | Mattias Ekström      | EKS RX                        |
| 2017  | Mattias Ekström      | EKS RX                        |
| 2018  | Johan Kristoffersson | PSRX Volkswagen Sweden        |
| 2019  | Timmy Hansen         | Team Hansen MJP               |
| 2020  | Timmy Hansen         | Team Hansen                   |
| 2020  | Johan Kristoffersson | Volkswagen Dealerteam BAUHAUS |